# NGC 6872 e IC 4970
NGC 6872 e IC 4970 são duas galáxias interagindo, a aproximadamente 212 milhões de anos-luz, na direção da constelação de Pavo..

Em 29 de março de 1999, o ESO observou estas duas galáxias. O belo visual da espetacular galáxia espiral barrada NGC 6872 se parace com um "símbolo integral". Ela é do tipo SBb e está acompanhada por um pequena galáxia, em interação, IC 4970 do tipo E7-S0.
Um do braços espirais de NGC 6872 está significativamente distribuído e é populacionada por uma infinidade de objetos difusos, e muitas regiões de formação estelar. Isto é causado pela passagem de IC 4970. As galáxias estendem-se por aproximadamente 7 minutos de arco, que equivale a aproximadamente 750.000 anos-luz. Ela é, de fato, uma das maiores galáxias espirais barradas.